# 豊岡駅 (遠州鉄道)
豊岡駅（とよおかえき）は、静岡県浜松市（現・中央区）三方原町にあった遠州鉄道奥山線の駅（廃駅）である。奥山線の廃線に伴い1964年（昭和39年）11月1日に廃駅となった。

## 歴史
- 1952年（昭和27年）10月1日：遠州鉄道奥山線三方原駅 - 都田口駅間に新設開業[1][2][3]。
- 1964年（昭和39年）11月1日：奥山線の廃線に伴い廃止となる[1][2][3]。

## 駅構造
廃止時点で、単式ホーム1面1線を有する地上駅であった。
列車交換設備を有さない無人駅となっていた。

## 駅周辺
当駅の開業後は、三方原駅の利用者も当駅を利用するようになったという。
- 国道257号[6]（姫街道(本坂通)）

## 駅跡
1997年（平成9年）時点では、バス停留所が位置と名を残すのみで痕跡はなくなっていた。2007年（平成19年）8月時点、2010年（平成22年）時点でも同様であった。
また、1997年（平成9年）時点では、銭取駅跡附近から都田口駅跡附近まで、当駅跡附近を含む線路跡は拡幅され、自動車も通れる大きな市道に転用され、痕跡はなくなっていた。2007年（平成19年）8月時点、2010年（平成22年）時点でも同様であった。曳馬野駅跡から都田口駅跡附近までは、三方原台地を一直線に貫いていた。

## 隣の駅
遠州鉄道
奥山線
三方原駅 - 豊岡駅 - 都田口駅